# 康雄壁

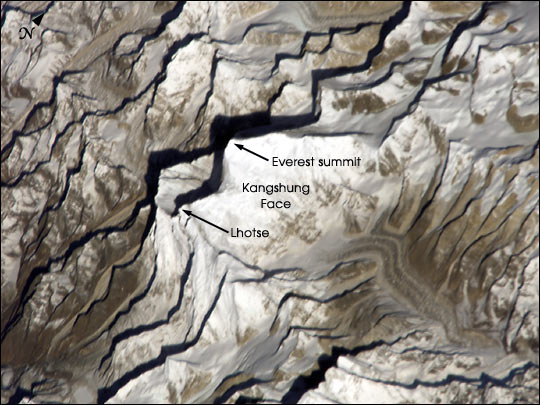
卓穷壁的衛星照片

卓穷壁又稱為康雄壁（英語：Kangshung Face）或東壁（英語：East Face）指的是珠穆朗瑪峰東側的山壁，朝向中國。該山壁始於卓穷冰川，終於珠峰山頂，高達3,350（10,990英尺）。卓穷壁幅員遼闊，從山腳下仰望，其右側為北部山脊上部，左側為南部山脊及南坳；其山壁上部由懸吊的冰川組成，下部則由陡峭的岩塊所支撐，之間則穿插著雪溝。該山壁與北坳、南坳等標準登山路徑而言，是一條非常危險的攀登路線，除了是珠峰最偏僻的地方，而且路線長度更長。

## 攀登歷史

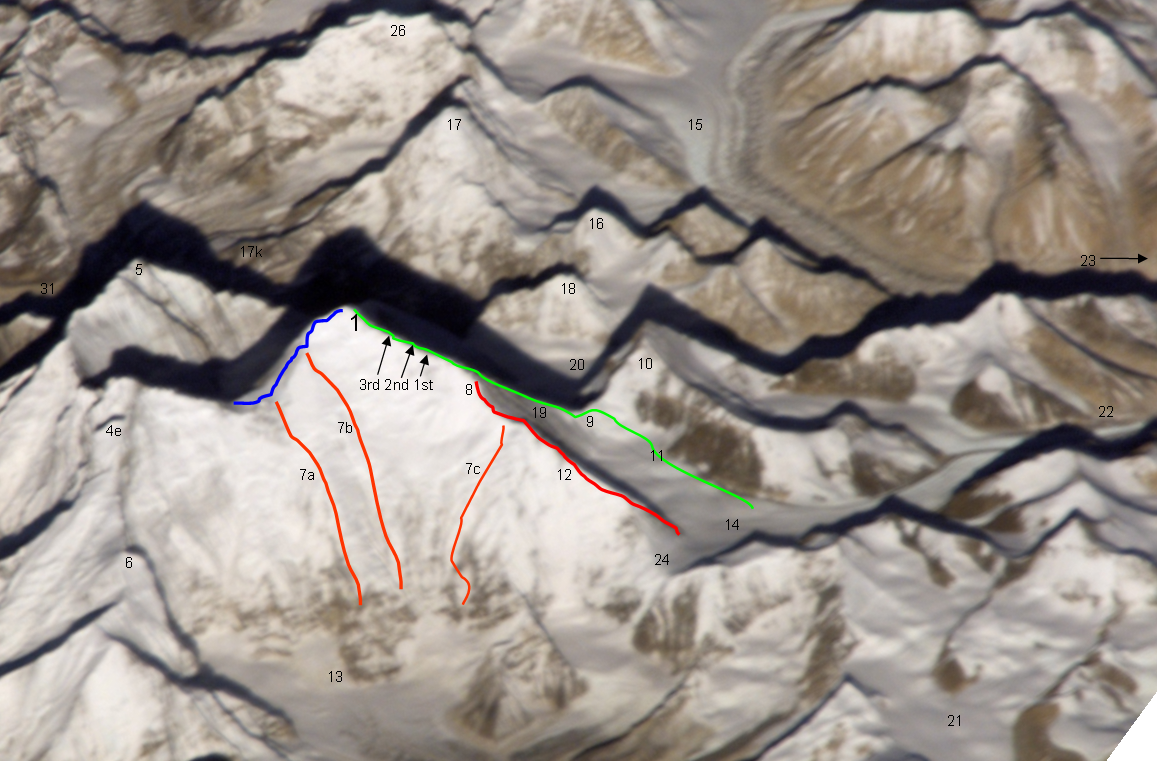
各種攀登路徑，图中标示9是北坳，标示13是卓穷冰川，标示14是東絨布冰川，标示15是西絨布冰川，标示16是凌川峰，标示17是普莫里峰，标示18是坤布崎峰，标示20是中絨布冰川，标示24是热补拉山坳(Raphu La, Rapiu La)，标示28是(Chumbu Peak)

1981年，由理查·布魯姆（Richard Blum）與路易·賴卡特領導，加上艾德蒙·希拉里、喬治·洛威、約翰·羅斯凱利、大衛·布雷希斯與金·孟伯（Kim Momb）組成的美國團隊，曾嘗試攀爬卓穷壁並取得進展，但在攀爬至海拔7,000公尺時出現高度雪崩的危險，而被迫中止攀爬。
1983年，由詹姆斯·D·莫里森（James D. Morrissey）領導的美國遠征隊，首次攀上卓穷壁。五個半星期後的1983年10月8日，金·孟伯、卡洛斯·布勒與路易·賴卡特成功登頂；喬治·洛威、丹·瑞德（Dan Reid）及傑伊·卡塞爾（Jay Cassell）則在次日登頂。
1988年，由美國與英國登山者組成的遠征隊從卓穷壁的一條新路徑，成功攀上該壁南方的扶壁抵達南坳，並接續東南山脊的標準路徑登頂。史蒂芬·維納柏斯成為第一位不帶氧氣瓶登頂的英國登山者。艾德·韋伯斯特（Ed Webster，美國）及羅伯特·安德森（Robert Anderson，美國）成功登頂南峰但未登頂主峰。保羅·提爾（Paul Teare，加拿大）成功抵達南坳，但因為身體不適而下撤。
1992年，由智利登山者組成的遠征隊成功攀上卓穷壁，成為第二支挑戰成功的隊伍；其中羅德里戈·喬丹、克里斯蒂安·加西亞-韋多布羅（Cristian Garcia-Huidobro）及胡安·塞巴斯蒂安·蒙特斯（Juan Sebastian Montes）成功登頂。